# Hortense Mancini

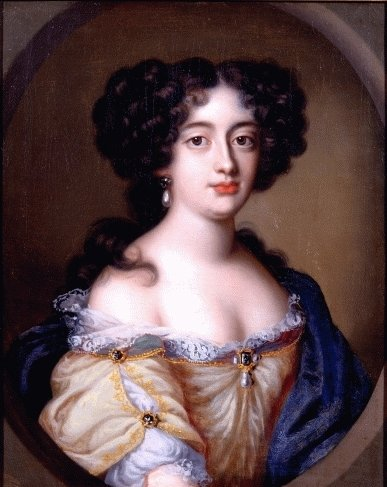
Hortense Mancini
(1646–1699)

Hortense Mancini, ducesă Mazarin (6 iunie 1646, Roma – 9 noiembrie 1699), a fost nepoata favorită a Cardinalului Mazarin, prim-ministru al Franței; a fost metresa regelui Carol al II-lea al Angliei, Scoției și Irlandei. A fost a patra din cele cinci surori Mancini, care împreună cu verișoarele lor din familia Martinozzi au devenit cunoscute la curtea regelui Ludovic al XIV-lea drept Mazarinettes.

## Familie
Hortense s-a născut și a crescut la Roma. Tatăl ei era baronul Lorenzo Mancini, un aristocrat italian care era astrolog și practica  necromanția. După decesul lui, în 1650, mama ei, Geronima Mazzarini, și-a adus fetele la Paris sperând ca influența fratelui ei, Cardinalul Mazarin, să le ajute să facă căsătorii avantajoase.

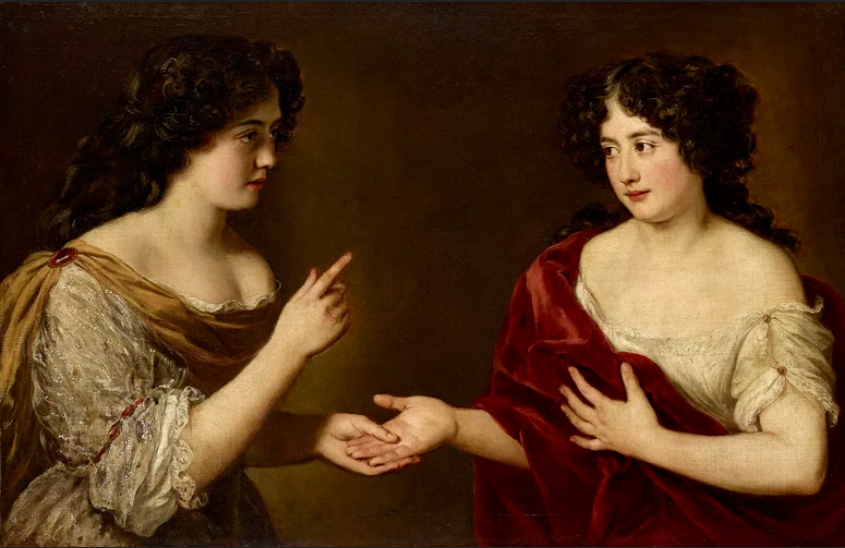
Hortense și sora ei Maria Mancini

Celelalte patru surori Mancini erau:
- Laura (1636–1657), care s-a căsătorit cu Louis de Bourbon, duce de Vendôme, nepotul regelui Henric al IV-lea și a metresei acestuia, Gabrielle d'Estrées. Laura a fost mama faimosului general francez Louis Joseph de Bourbon, duce de Vendôme.
- Olympia (1638–1708), care s-a căsătorit cu Eugène-Maurice de Savoia-Carignano și a devenit mama faimosului general austriac Prințul Eugene de Savoia.
- Maria (1639–1715), care a devenit iubita regelui Ludovic al XIV-lea și mai târziu s-a căsătorit cu prințul  Lorenzo Onofrio Colonna.
- Marie Anne (1649–1714), care s-a căsătorit cu Maurice Godefroy de la Tour d'Auvergne, nepot al mareșalului Henri de la Tour d'Auvergne, Viconte de Turenne.

Surorile Mancini nu erau singurele membre feminine ale familiei Cardinalului Mazarin aduse la curtea Franței. Celelalte arau verișoarele Hortensei, fiicele surorii celei mari ale lui Mazarin; Laura Martinozzi care s-a căsătorit cu Alfonso IV d'Este, Duce de Modena și a fost mama viitoarei regine a Angliei, Mary de Modena; și Anne Marie Martinozzi care s-a căsătorit cu Armand, Prinț de Conti și a fost mama Marelui Conti.

## Căsătorie

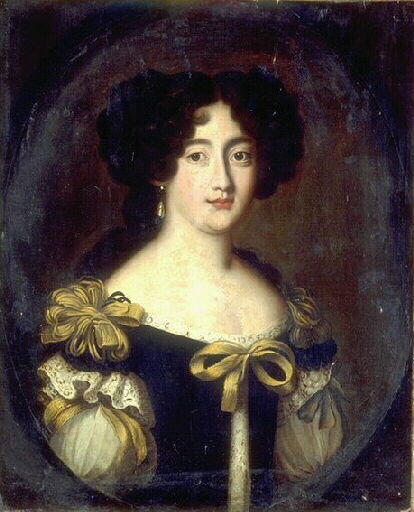
Hortense Mancini

La 1 martie 1661, la vârsta de 15 ani, Hortense s-a căsătorit cu unul dintre cei mai bogați oameni din Europa, Armand-Charles de la Porte, duce de La Meilleraye. După căsătoria cu Hortense, el a primit și titlul de duce de Mazarin. Câteva zile mai târziu, la moartea Cardinalului Mazarin (9 martie 1661), el a avut accces la imensa moștenire a soției sale, care a inclus și Palatul Mazarin din Paris. 
Soțul ei a obligat-o să părăsească Parisul și să se mute cu el la țară. I-a interzis să țină companie altor bărbați, a insistat să-și petreacă un sfert de zi rugându-se și căuta la miezul nopții iubiți ascunși. Hortense a început o relație lesbiană cu tânăra de 16 ani, Sidonie de Courcelles. 
În ciuda diferențelor dintre ea și soțul ei, cuplul a avut patru copii:
- Marie Charlotte de La Porte Mazarin (28 martie 1662 – 13 mai 1729), care s-a căsătorit cu Louis Armand de Vignerot du Plessis, conte d'Agénias, duce d'Aiguillon.
- Marie Anne de La Porte Mazarin (1663 – octombrie 1720), care a devenit stareță.
- Marie Olympe de La Porte Mazarin (1665 – 24 ianuarie 1754), care s-a căsătorit cu Louis Christophe Gigault, marchiz de Bellefonds și de Boullaye.
- Paul Jules de La Porte, duce Mazarin și de La Meilleraye (25 ianuarie 1666 – 7 septembrie 1731), care s-a căsătorit cu Félice Armande Charlotte de Durfort.

Părăsindu-și copiii mici, în cele din urmă, Hortense a scăpat din mariajul ei infernal, cu ajutorul fratelui ei Filip la 13 iunie 1668. El a ajutat-o să călătorească la Roma unde s-a refugiat la sora ei Maria Mancini, acum prințesă Colonna.
Regele Ludovic al XIV-lea s-a declarat protectorul ei și i-a garantat un venit anual de 24.000 de livre. Fostul ei pețitor, Carol Emanuel al II-lea, Duce de Savoia, de asemenea s-a declarat ca protector al ei. Ca urmare, Hortense s-a retras la Chambéry iar casa ei a devenit loc de întâlnire a scriitorilor filosofilor și artiștilor. După decesul ducelui, văduva sa, Marie Jeanne Baptiste de Savoia-Nemours, a dat-o afară din cauza unei legături romantice cu soțul ei.

## Carol al II-lea

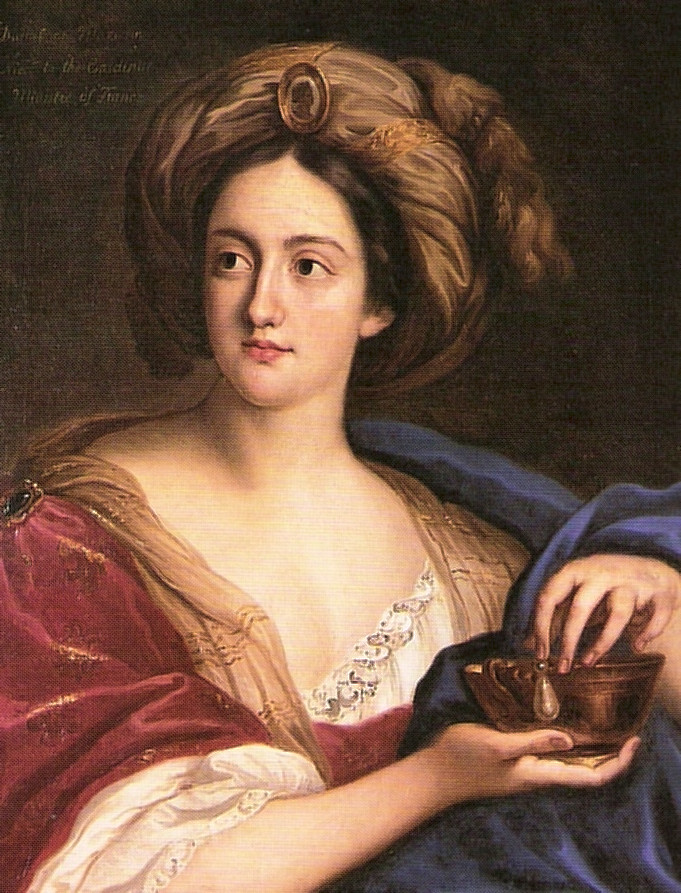
Hortense Mancini

După decesul Ducelui de Savoia, Hortense nu mai avea nici un venit; soțul ei i-a înghețat orice acces la veniturile ei, inclusiv la venitul de la Ludovic al XIV-lea.
Ambasadorul englez în Franța, Ralph Montagu, conștient de situația disperată a Hortensei a ajutat-o sperând că ea o va înlocui pe actuala metresă a regelui Carol al II-lea, Louise de Kérouaille, Ducesă de Portsmouth. Hortense a fost dispusă să încerce.
În 1675, ea a călătorit la Londra sub pretextul vizitei tinerei ei nepoate, Mary de Modena, a doua soție a fratelui mai mic al lui Carol al II-lea, Iacob, Duce de York.

### Metresă
Până la jumătatea anului 1676 și-a îndeplinit scopul - i-a luat locul Louisei de Kerouaille. El i-a acordat o pensie de 4.000 £ care a ușurat considerabil necazurile ei financiare.
Această stare de lucruri ar fi putut continua daca nu ar fi existat atracția Hortensiei pentru promiscuitate.
În primul rând, ea a înteținut o relație lesbiană cu Anne, Contesă de Sussex, fiica nelegitimă a regelui cu ducesa de Cleveland. După o petrecere cu femei îmbrăcate în cămăși de noapte în parcul palatului St. James, soțul Annei și-a trimis soția la țară. Acolo Anne a refuzat să facă altceva în afară de a sta în pat și de a săruta repetat o miniatură a Hortensei.
În al doilea rând, ea a început o relație cu Louis I, Prinț de Monaco. Carol a protestat și i-a tăiat pensia, însă după câteva zile a reluat plățile. Cu toate acestea, asta a însemnat sfârșitul poziției Hortensiei ca favorită a regelui. Deși ei au rămas prieteni, Ducesa de Portsmouth a revenit la rolul ei de maitresse en titre.

## Descendenți
Fiul Hortensei, Paul Jules de La Porte, duce Mazarin și de La Meilleraye, a avut doi copii care au atins vârsta adultă. Fiica lui, Armande Félice de La Porte Mazarin (1691–1729), s-a căsătorit în 1709 cu Louis de Mailly, marchiz de Nesle și de Mailly, Prinț d'Orange. Ea a devenit mama a cinci fete dintre care patru au devenit metrese ale regelui Ludovic al XV-lea al Franței.
- Louise Julie de Mailly, Mademoiselle de Mailly, contesă de Mailly (1710–1751),
- Pauline Félicité de Mailly, Mademoiselle de Nesle, marchiză de Vintimille (1712–1741),
- Diane Adélaïde de Mailly, Mademoiselle de Montcavrel, ducesă de Lauraguais (1714–1769),
- Hortense Félicité de Mailly, Mademoiselle de Chalon, marchiză de Flavacourt (1715–1763),
- Marie Anne de Mailly, Mademoiselle de Monchy, marchiză de La Tournelle, ducesă de Châteauroux (1717–1744).

Singura dintre surorile de Nesle care nu a devenit metresă a regelui a fost marchiza de Flavacourt. Louise Julie a fost prima soră care l-a atras pe rege, urmată de Pauline Félicité, însă Marie Anne, cea mai mică și frumoasă, a avut cel mai mare succes în maipularea regelui.
De asemenea, Armande Félice a avut o fiică nelegitimă, Henriette de Bourbon (1725–1780), Mademoiselle de Verneuil, din relația cu Ducele de Bourbon, șeful de cabinet al regelui Ludovic a XV-lea din 1723 până în 1726.
Fiul lui Paul Jules, Guy Jules Paul de La Porte, duce Mazarin și de La Meilleraye (1701–1738), s-a căsătorit cu Louise Françoise de Rohan în 1716. Strănepoata lor, Louise Félicité Victoire d'Aumont, ducesă Mazarin și de La Meilleraye (1759–1826), s-a căsătorit cu Honoré al IV-lea, Prinț de Monaco în 1777. Descendent al aceastei căsătorii este și actualul prinț suveran de Monaco, Prințul Albert al II-lea de Monaco.